# Spiradiclis balansae
Spiradiclis balansae là một loài thực vật có hoa trong họ Thiến thảo. Loài này được (Pit.) H.S.Lo miêu tả khoa học đầu tiên năm 1983.